# Lez (Haute-Garonne)
Lez korábbi község Franciaországban, Haute-Garonne megyében. Lakosainak száma 59 fő (2018. január 1.). Lez Boutx, Argut-Dessous és Saint-Béat községekkel határos.
2019. január 1-jén Saint-Béat korábbi községgel egyesült és az így létrejött Saint-Béat-Lez új község része lett.

## Népesség
A település népességének változása:
| Lakosok száma | 154  | 110  | 75   | 67   | 60   | 61   | 60   | 61   | 59   | 59   |
|               | 1968 | 1975 | 1982 | 1999 | 2006 | 2011 | 2013 | 2016 | 2017 | 2018 |